# Mauran
Mauran és un municipi del departament francès de l'Alta Garona, a la regió d'Occitània. El 2021 tenia 205 habitants.